# هانس كراي جونيور
هانس كراي جونيور (بالهولندية: Hans Kraay jr.)‏ هو مذيع ولاعب كرة قدم ومدرب كرة قدم ومقدم تلفزيوني هولندي في مركز الدفاع، ولد في 22 ديسمبر 1959 في أوترخت في هولندا. لعب مع آر كي سي فالفيك وإف سي آيندهوفن وإي زد ألكمار وبرايتون أند هوف ألبيون ودي غرافشاب ودين بوستش وسان خوزيه إيرث كويكس ونادي إكسلسيور ونادي دوردريخت ونادي سينت نيكلاس ونادي هارلم وناك بريدا وهيلموند سبورت.